# Lehaucourt
Lehaucourt (Le Haucourt fino al 1988) è un comune francese di 915 abitanti situato nel dipartimento dell'Aisne della regione dell'Alta Francia.

## Società

### Evoluzione demografica
Abitanti censiti